# Odorizzazione
L'odorizzazione è l'operazione industriale che consiste nell'aggiungere, a sostanze inodori o quasi, altre sostanze dotate di odore penetrante, allo scopo di rendere individuabile la presenza delle prime.
Particolare importanza riveste l'odorizzazione del metano distribuito ad abitazioni e industrie: per odorizzazione del gas si intende l'introduzione nel gas distribuito, di per sé privo di odore, di una sostanza chiamata odorizzante che conferisce al gas il caratteristico odore agliaceo; tale odore consente di avvertire nell'aria la presenza del gas prima che si creino condizioni di pericolo per esplosività e tossicità. 

## Le ragioni dell'odorizzazione
Dalla Rivoluzione industriale ai giorni nostri il grisù è tristemente noto per le sue improvvise esplosioni. Il progressivo estendersi degli utilizzi del metano nel settore civile ha indotto il legislatore a sancire l'obbligo dell'odorizzazione con la legge 6 dicembre 1971, n. 1083, dettagliata da successivi decreti ministeriali, nonché norme e tabelle UNI-CIG. L'AEEGSI prevede controlli (anche a sorpresa) sulla qualità di tale servizio.

## Sostanze odorizzanti
Per l'odorizzazione del gas sono richieste numerose qualità, tra cui:
- elevata odorosità
- elevata riconoscibilità
- elevata miscibilità nel gas
- scarsa reattività chimica con la tubazione
- scarsa reattività chimica con il gas
- scomparsa dell'odore con la combustione

Qualità preferibili sono pure:
- bassa nocività e pericolosità
- economicità

Tra le varie sostanze rese disponibili dalla chimica industriale i mercaptani si sono dimostrati assai validi;
in particolare il Ter-butil mercaptano (TBM) ha odore molto intenso e caratteristico e ne sono sufficienti 10 mg/Stm³ (metro cubo standard), anche se deve essere impiegato in miscela con altri mercaptani per evitare il congelamento.
Molto impiegata anche una seconda sostanza della famiglia chimica dei solfuri organici denominata tetraidrotiofene (THT), nonostante sia classificato come gas tossico dalla vigente normativa: in questo caso ne sono sufficienti 35÷40 mg per odorizzare efficacemente 1 Stm³ di metano.
Dagli ultimi anni dello scorso decennio ha preso il via in Germania l'impiego di odorizzanti senza zolfo, al fine di contrastare il fenomeno delle piogge acide, composti essenzialmente da metilacrilato ed etilacrilato, ma ad oggi l'uso in Italia non è consentito dalla normativa vigente.

## Tecniche di odorizzazione
L'immissione della sostanza odorizzante può avvenire per: 
- lambimento: una porzione di gas viene costretta a lambire la superficie della sostanza (contenuta in un serbatoio allo stato liquido), causandone la progressiva evaporazione, mescolandosi ad essa. Si tratta di un metodo semplice ma grossolano, essendo scarsamente regolabile.
- iniezione: una o più pompette, regolate da un convertitore di volumi di gas, spruzzano l'odorizzante. Ha il grave inconveniente di dipendere da un misuratore esterno e da una sorgente di energia.

Il primo sistema è sempre presente, anche per sopperire ad eventuali malfunzionamenti del secondo. L'odorizzazione avviene normalmente nei siti in cui il gas è consegnato dall'azienda trasportatrice (in Italia essenzialmente Snam Rete Gas) all'azienda distributrice; in tali siti, prima dell'odorizzazione, il gas viene filtrato, eventualmente preriscaldato, decompresso e misurato. Possono tuttavia essere presenti impianti di ri-odorizzazione a valle di questi siti, al fine di raggiungere un livello di odorizzazione soddisfacente.